# Réserve naturelle de Sibérie centrale
La réserve naturelle de Sibérie centrale (Центральносибирский заповедник) est une réserve naturelle d'État et une réserve de biosphère de l'Unesco située en Russie. 

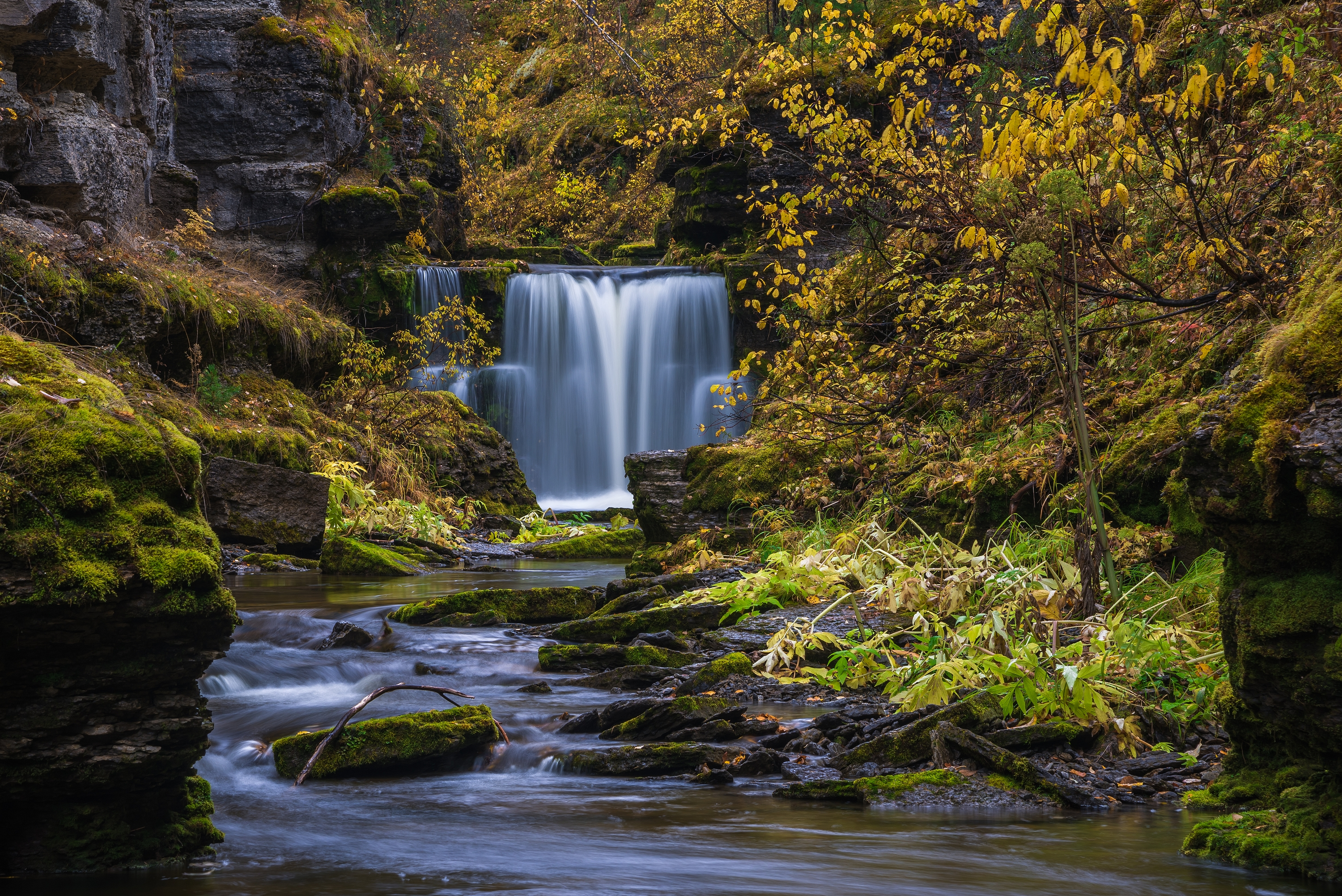
Cascade sur un affluent de la rivière Barakchan dans la réserve naturelle.

Elle se trouve à l'ouest de la Sibérie centrale et dans le bassin du fleuve Iénisseï. Son siège est à Bor, village du kraï de Krasnoïarsk et du raïon municipal de Touroukhansk. Elle a été instituée le 9 janvier 1985 et couvre une surface de 1 019 899 hectares. C'est l'une des plus grandes du monde. L'écotourisme peut s'y pratiquer dans une zone inchangée par l'homme.

## Biocénose
La réserve protège plus de 120 km2 de l'écosystème du bassin de l'Iénisseï (qui est large de deux à trois kilomètres lorsqu'il traverse la réserve sur soixante kilomètres), 12 km2 de celui de la Toungouska pierreuse, ainsi que le bassin de la rivière Stolbovaïa à l'eau extrêmement pure.
Quarante-six espèces de mammifères sont répertoriées dans la réserve, ainsi que deux cent-soixante-quatorze espèces d'oiseaux (dont la cigogne noire, l'aigle royal, le pygargue à queue blanche, le faucon pèlerin, le gerfaut, le balbuzard pêcheur); quatre espèces d'amphibiens et de reptiles; trente-cinq espèces de poissons; plus de sept cents espèces d'insectes.
La réserve est une aire-clef pour la protection d'espèces en danger, comme la zibeline, l'élan, le saumon de Sibérie ou le lenok et l'oscètre de Sibérie.
On observe plus de 630 sortes de plantes racinaires, 153 espèces de mousses. Parmi les espèces menacées et rares, l'on peut distinguer le sabot de Vénus (Cypripedium calceolus L.); Cypripedium macranthos Sw.; ou bien Calypso bulbosa (L.) Oakes.